# Gratxov
Gratxov (en rus: Грачёв) és un poble (un khútor) de l'óblast de Rostov, a Rússia, que en el cens del 2010 tenia 911 habitants, és la seu administrativa del districte homònim.